# Kamienica przy pl. św. Katarzyny 7 w Toruniu
Kamienica przy pl. św. Katarzyny 7 w Toruniu – dawna kamienica z oficyną, znajdująca się przy placu św. Katarzyny w Toruniu. Jego powierzchnia wynosi 1091 m². Figuruje w gminnej ewidencji zabytków (nr 2112).
Kamienica pięciokondygnacyjna z użytkowym poddaszem, podpiwniczona, pochodzi z przełomu XIX i XX wieku. Zaprojektował ją toruński budowlaniec Konrad Schwartz. W 1904 roku jej właścicielem był A. Glogau. W okresie międzywojennym mieszkał tu Stefan Sacha, redaktor naczelny Słowa Pomorskiego. Od 2015 roku budynek jest pustostanem. Pod koniec 2020 roku Rada Miasta Torunia podjęła decyzję o sprzedaży obiektu.
Mieściło się w nim 13 lokali (12 mieszkalnych i 1 zakład krawiecki).
Zachowały się sgraffito i malowidła na balkonach. We wnętrzach znajdują się elementy XIX-wiecznego wyposażenia, m.in. piece, szafki wnękowe, garderoby.